# Robert Stayner Holford
Robert Stayner Holford (1808-1892), van Westonbirt, in het dorp Weston Birt in Gloucestershire, parlementslid voor East Gloucestershire, was een rijke grootgrondbezitter, een groot tuin- en landschapsliefhebber en kunstverzamelaar. Nadat hij tussen 1838 en 1839 zijn oom en vader opvolgde, herbouwde hij het Westonbirt House een Georgisch herenhuis dat decennia eerder door zijn vader was gebouwd en stichtte hij het Westonbirt Arboretum. In Londen bezat hij het Dorchester House. 
Holford zetelde vanaf 1854 in het Britse parlement voor East Gloucestershire. Hij werd verkozen op 19 december na de dood van Sir Michael Hicks Beach, 8th Baronet (overleden 22 november 1854). Hij behield die functie gedurende achttien jaar. In 1872 verliet hij het parlement. 

## Familie
Holford was de zoon van George Peter Holford (overleden 1839), zelf de tweede zoon van Peter Holford (overleden 1804), die een enorm fortuin verdiende door Londen van vers water te voorzien via een kanaal. De Holfords waren sinds 1666 in Westonbirt gevestigd toen een Holford met de erfgename Sarah Crew trouwde. Robert erfde Westonbirt in 1838/1839 van zijn oom en naamgenoot Robert Holford (overleden 1839). 
Holford trouwde met Mary Anne Lindsay, een dochter van Lt. General Sir James Lindsay van Balcarres. Holford en zijn vrouw hadden de volgende nakomelingen: 
- Sir George Lindsay Holford (1860-1926)
- Margaret Holford (overleden op 9 februari 1908)
- Alice Holford (overleden op 22 september 1944)
- Evelyn Holford (1856-1943)